# Démographie d'Yssingeaux
La démographie d'Yssingeaux  est caractérisée par une densité faible et une population en hausse depuis les années 1960.
Avec ses 7 380 habitants en 2022, la commune d'Yssingeaux se situe en 3e position sur le plan départemental.
L'évolution démographique, les indicateurs démographiques, la pyramide des âges sont détaillés ci-après.

## Évolution démographique
L'évolution du nombre d'habitants est connue à travers les recensements de la population effectués dans la commune depuis 1793. Pour les communes de moins de 10 000 habitants, une enquête de recensement portant sur toute la population est réalisée tous les cinq ans, les populations de référence des années intermédiaires étant quant à elles estimées par interpolation ou extrapolation. Pour la commune, le premier recensement exhaustif entrant dans le cadre du nouveau dispositif a été réalisé en 2007.
En 2022, la commune comptait 7 380 habitants, en évolution de +3,04 % par rapport à 2016 (Haute-Loire : +0,36 %, France hors Mayotte : +2,11 %).
| 1793  | 1800  | 1806  | 1821  | 1831  | 1836  | 1841  | 1846  | 1851  |
| ----- | ----- | ----- | ----- | ----- | ----- | ----- | ----- | ----- |
| 6 248 | 5 261 | 6 571 | 6 886 | 7 166 | 7 621 | 7 408 | 7 707 | 7 620 |

| 1856  | 1861  | 1866  | 1872  | 1876  | 1881  | 1886  | 1891  | 1896  |
| ----- | ----- | ----- | ----- | ----- | ----- | ----- | ----- | ----- |
| 7 608 | 7 971 | 8 393 | 8 270 | 8 371 | 8 232 | 8 037 | 7 859 | 8 004 |

| 1901  | 1906  | 1911  | 1921  | 1926  | 1931  | 1936  | 1946  | 1954  |
| ----- | ----- | ----- | ----- | ----- | ----- | ----- | ----- | ----- |
| 7 643 | 7 784 | 7 836 | 6 861 | 6 777 | 6 478 | 6 293 | 6 096 | 5 653 |

| 1962  | 1968  | 1975  | 1982  | 1990  | 1999  | 2006  | 2007  | 2012  |
| ----- | ----- | ----- | ----- | ----- | ----- | ----- | ----- | ----- |
| 5 334 | 5 565 | 5 878 | 6 228 | 6 118 | 6 492 | 6 888 | 6 931 | 7 101 |

| 2017  | 2022  | - | - | - | - | - | - | - |
| ----- | ----- | - | - | - | - | - | - | - |
| 7 202 | 7 380 | - | - | - | - | - | - | - |

## Indicateurs démographiques

### Densité
La densité de la population d'Yssingeaux est passée de 69,1 hab./km2 en 1968 à 89,9 hab./km2 en 2018. Cette densité est, en 2018, 2 fois plus forte que la densité moyenne du département de la Haute-Loire (45,7) et 1,2 fois plus faible que celle de la France entière (105,5).
|                            | Yssingeaux | Yssingeaux | Yssingeaux | Yssingeaux | Yssingeaux | Yssingeaux | Yssingeaux | Yssingeaux | Haute-Loire | Franceentière |
| 1968                       | 1975       | 1982       | 1990       | 1999       | 2008       | 2013       | 2018       | 2018       | 2018        |               |
| -------------------------- | ---------- | ---------- | ---------- | ---------- | ---------- | ---------- | ---------- | ---------- | ----------- | ------------- |
| Population                 | 5 565      | 5 878      | 6 228      | 6 118      | 6 492      | 6 936      | 7 061      | 7 245      | 227 552     | 66 732 538    |
| Densité moyenne (hab./km2) | 69,1       | 73,0       | 77,3       | 75,9       | 80,6       | 86,1       | 87,6       | 89,9       | 45,7        | 105,5         |
| Sources : Insee,.          |            |            |            |            |            |            |            |            |             |               |

Pour des raisons techniques, il est temporairement impossible d'afficher le graphique qui aurait dû être présenté ici.

### Soldes naturels et migratoires sur la période 1968-2018
Le flux migratoire est en hausse, le taux annuel passant de 0,2 à 0,8 %, traduisant une hausse des implantations nouvelles dans la commune.
Le taux de natalité est passé de 18,7 ‰ sur la période 1968-1975 à 9,2 ‰ sur la période 2013-2018. Celui du département était sur la période 2013-2018 de 9,4 ‰ et celui de la France entière de 11,9 ‰.
Le taux de mortalité est quant à lui passé de 12,7 ‰ sur la période 1968-1975 à 11,8 ‰ sur la période 2013-2018. Celui du département était sur cette dernière période de 8,5 ‰ et celui de la France de 8,8 ‰.
| Division          | Indicateur                                       | 1968 à1975 | 1975 à1982 | 1982 à1990 | 1990 à1999 | 1999 à2008 | 2008 à2013 | 2013 à2018 |
| ----------------- | ------------------------------------------------ | ---------- | ---------- | ---------- | ---------- | ---------- | ---------- | ---------- |
| Yssingeaux        | Variation annuelle moyenne de la population en % | 0,8        | 0,8        | -0,2       | 0,7        | 0,7        | 0,4        | 0,5        |
| Yssingeaux        | - due au solde naturel en %                      | 0,6        | 0,6        | 0,0        | 0,1        | 0,1        | -0,2       | -0,3       |
| Yssingeaux        | - due au solde apparent des entrées sorties en % | 0,2        | 0,5        | -0,2       | 0,5        | 0,7        | 0,6        | 0,8        |
| Yssingeaux        | Taux de natalité en ‰                            | 18,7       | 14,6       | 12,0       | 12,9       | 11,2       | 9,8        | 9,2        |
| Yssingeaux        | Taux de mortalité en ‰                           | 12,7       | 11,4       | 12,2       | 11,4       | 10,5       | 12,2       | 11,8       |
| Haute-Loire       | Variation annuelle moyenne de la population en % | -0,2       | 0,0        | 0,0        | 0,1        | 0,7        | 0,4        | 0,1        |
| France entière    | Variation annuelle moyenne de la population en % | 0,8        | 0,5        | 0,5        | 0,4        | 0,7        | 0,5        | 0,4        |
| Sources : Insee,. |                                                  |            |            |            |            |            |            |            |

### Mouvements naturels sur la période 2014-2020
En 2014, 72 naissances ont été dénombrées contre 75 décès. Le nombre annuel des naissances a légèrement augmenté depuis cette date, passant à 73 en 2020, indépendamment à une augmentation, du nombre de décès, avec 109 en 2020. Le solde naturel est ainsi négatif et diminue, passant de -1 à -34.
Pour des raisons techniques, il est temporairement impossible d'afficher le graphique qui aurait dû être présenté ici.

## Répartition par sexes et tranches d'âges
En 2018, le taux de personnes d'un âge inférieur à 30 ans s'élève à 33,4%, soit au-dessus de la moyenne départementale (31 %). À l'inverse, le taux de personnes d'âge supérieur à 60 ans est de 28,8% la même année, alors qu'il est de 31,1 % au niveau départemental.
En 2018, la commune comptait 3 534 hommes pour 3 711 femmes, soit un taux de 51,22 % de femmes, légèrement supérieur au taux départemental (50,87 %).
Les pyramides des âges de la commune et du département s'établissent comme suit.
| Hommes | Classe d’âge | Femmes |
| ------ | ------------ | ------ |
| 0,7    | 90 ou +      | 2,4    |
| 8,1    | 75-89 ans    | 13,4   |
| 16,2   | 60-74 ans    | 16,4   |
| 22,6   | 45-59 ans    | 20,2   |
| 16,9   | 30-44 ans    | 16,2   |
| 17,5   | 15-29 ans    | 15,8   |
| 18,0   | 0-14 ans     | 15,6   |

| Hommes | Classe d’âge | Femmes |
| ------ | ------------ | ------ |
| 0,9    | 90 ou +      | 2,5    |
| 8,4    | 75-89 ans    | 11,7   |
| 20,4   | 60-74 ans    | 20,5   |
| 21,3   | 45-59 ans    | 20,3   |
| 16,8   | 30-44 ans    | 16,3   |
| 15,2   | 15-29 ans    | 13,2   |
| 17     | 0-14 ans     | 15,6   |

| 0 à 14 ans        | 636 (18,0 %)  | 581 (15,6 %)  | 40 005 (17,7 %) | 38 081 (16,7 %) | 12 126 609 (18,5 %) | 12 005 261 (18,0 %) |
| 15 à 29 ans       | 619 (17,5 %)  | 585 (15,8 %)  | 32 723 (14,5 %) | 32 551 (14,3 %) | 11 818 076 (18,0 %) | 11 696 734 (17,5 %) |
| 30 à 44 ans       | 596 (16,9 %)  | 601 (16,2 %)  | 41 507 (18,3 %) | 38 193 (16,8 %) | 12 794 661 (19,5 %) | 12 447 723 (18,7 %) |
| 45 à 59 ans       | 797 (22,6 %)  | 748 (20,2 %)  | 47 258 (20,9 %) | 48 872 (21,0 %) | 13 088 945 (20,0 %) | 13 291 253 (19,9 %) |
| 60 à 74 ans       | 572 (16,2 %)  | 607 (16,4 %)  | 39 173 (17,3 %) | 44 809 (19,7 %) | 9 751 091 (14,9 %)  | 11 055 645 (16,6 %) |
| 75 ans ou plus    | 314 (8,8 %)   | 589 (15,8 %)  | 25 538 (11,3 %) | 22 046 (11,4 %) | 5 985 373 (9,1 %)   | 6 235 921 (9,3 %)   |
| Ensemble          | 3 534 (100 %) | 3 711 (100 %) | 226 203 (100 %) | 227 552 (100 %) | 65 564 756 (100 %)  | 66 732 538 (100 %)  |
| Sources : Insee,. |               |               |                 |                 |                     |                     |